# Johann Jakob Scheuchzer

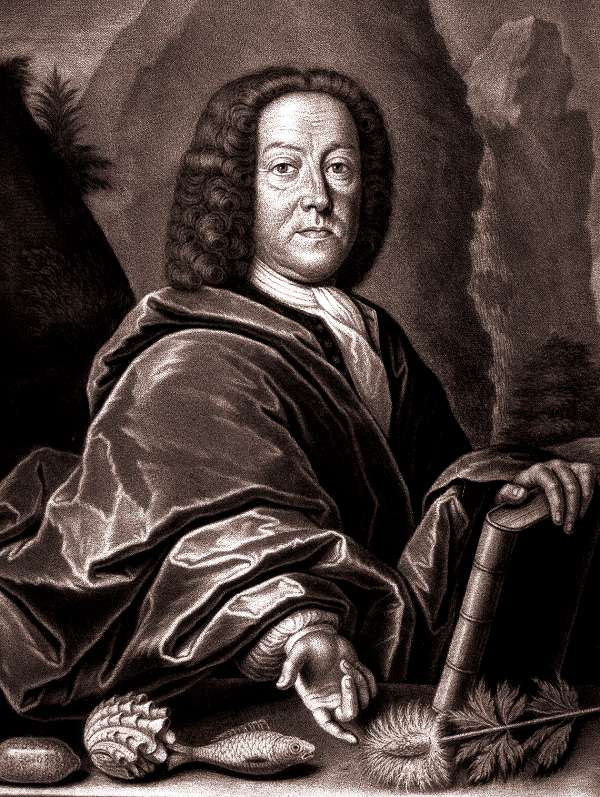
Johann Jakob Scheuchzer

Johann Jakob Scheuchzer (Zürich, 2 augustus 1672 – aldaar, 23 juni 1733) was een Zwitsers arts en natuuronderzoeker, bekend vanwege zijn onderzoek naar fossielen, die hij als overblijfselen van de zondvloed zag (zondvloedgeologie). Hij wordt gezien als een van de grondleggers van de moderne kristallografie en de paleobotanie.

## Biografie
Scheuchzer was de zoon van een Zürcher stadsarts. Hij studeerde vanaf 1692 medicijnen in Altdorf bei Nürnberg en vanaf 1693 aan de Universiteit Utrecht, waar hij in 1694 promoveerde. In datzelfde jaar ondernam hij, aangemoedigd door de Leipziger botanicus August Quirinus Rivinus, een studiereis door de Alpen.
Terug in Zürich moest hij tot 1695 wachten tot een van de vier officiële stadartsen overleed om zelf dit ambt te mogen uitoefenen. Tegelijk werd Scheuchzer ook directeur van de bibliotheek en de natuur- en kunstcollecties van de stad. In deze rol verrichtte hij zijn wetenschappelijk onderzoek.
De Russische tsaar Peter de Grote bood Scheuchzer de positie van lijfarts aan, dit aanbod sloeg hij echter af.
Hoewel Scheuchzer in de internationale wetenschappelijke gemeenschap een grote naam had, werd zijn werk door zijn landgenoten verafschuwd. Vooral zijn jobi physica sacra, een boek waarin hij probeerde bovennatuurlijke gebeurtenissen in de Bijbel met natuurwetten te verklaren, werd door velen gezien als ketterij. Het boek mocht in Zwitserland niet gedrukt worden. Van 1731 tot 1735 werd het boek uiteindelijk in Augsburg gedrukt. Voor zijn dood in 1733 kon Scheuchzer de Latijnse en Duitse versies afmaken, hoewel hij de uitgave niet meer meemaakte. Vlak na zijn dood werd het boek ook in het Frans en Nederlands vertaald.

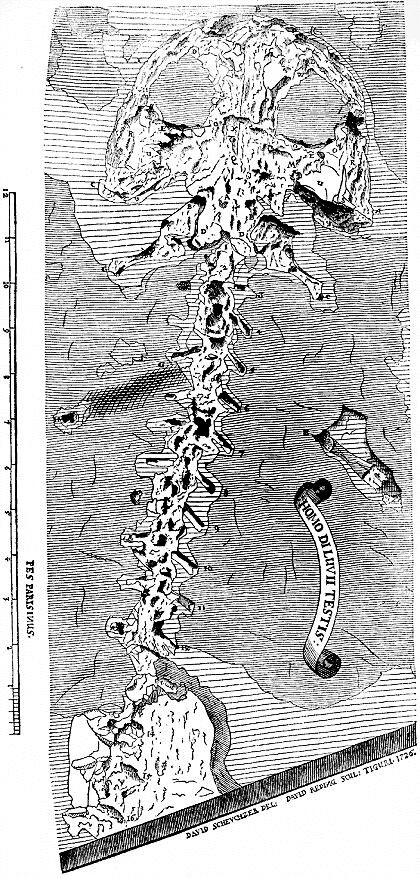
Scheuchzers homo diluvii testis, in werkelijkheid een fossiel van de uitgestorven reuzensalamander Andrias scheuchzeri.

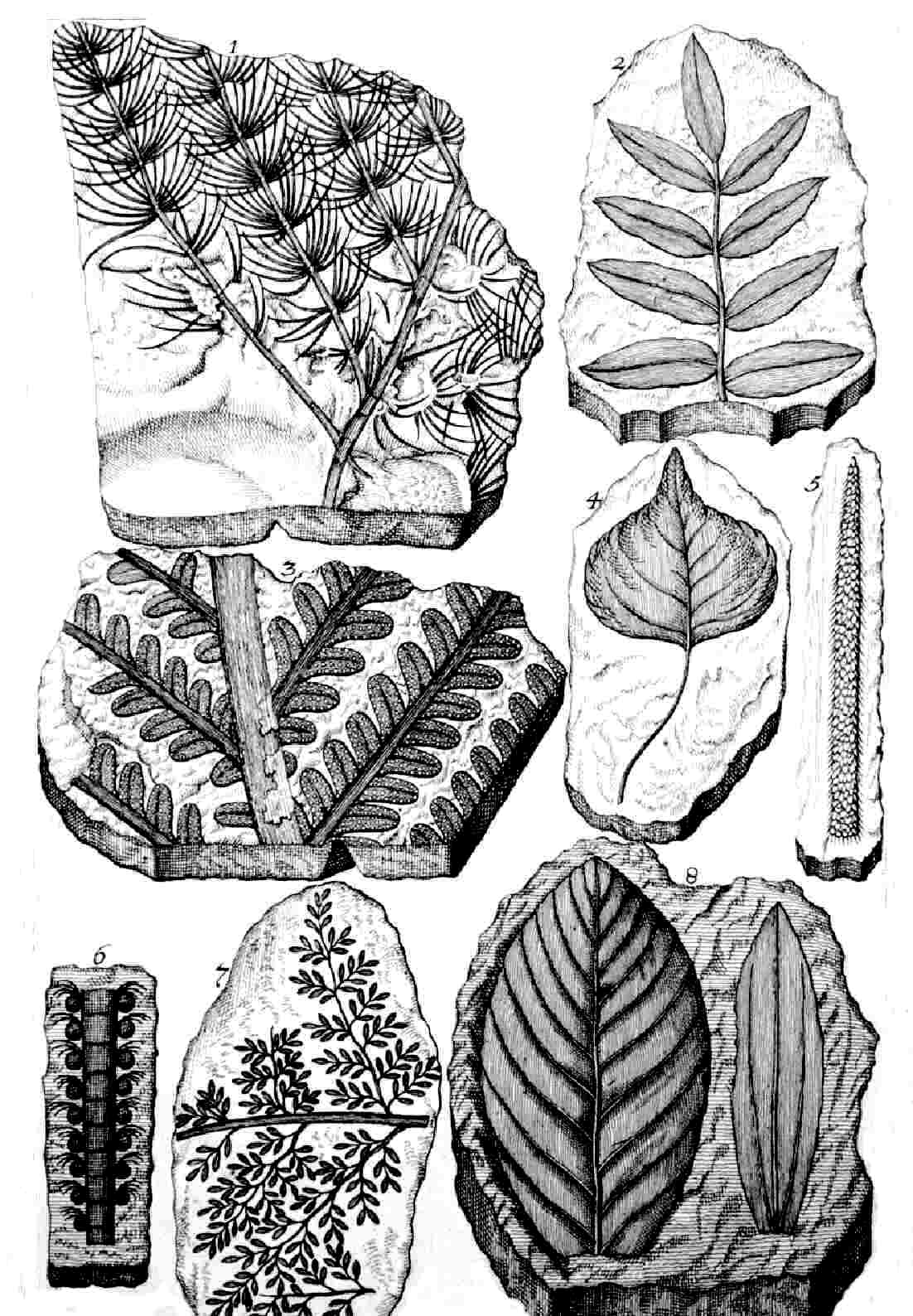
Pagina uit het Herbarium diluvianum.

## Werk

### Paleontologie
Scheuchzer is vooral bekend vanwege zijn studie van fossielen. In zijn Lithographia Helvetica (1702) beschreef hij fossielen nog als "spelingen der natuur" of overblijfselen van de Zondvloed. Door het lezen van werk van John Woodward raakte hij overtuigd van het idee van René Descartes, dat de Goddelijke almacht het voorkomen van (te bestuderen) natuurwetten niet uitsluit. Scheuchzer begon zich intensiever met fossielen bezig te houden, en in 1726 publiceerde hij in de Philosophical Transactions of the Royal Society de vondst van een skelet van een tijdens de Zondvloed verdronken mens, homo diluvii testis. In 1811 zou de Franse natuurvorser Georges Cuvier (1769 – 1832) echter aantonen dat het om een fossiel van een uitgestorven reuzensalamander (Andrias scheuchzeri) ging.
In 1709 publiceerde Scheuchzer een overzicht van fossiele plantensoorten (herbarium diluvianum), waarmee hij als de grondlegger van de paleobotanie kan worden beschouwd. Het werk bevat 14 platen met waarheidsgetrouwe tekeningen van fossiele planten uit de tijdvakken Carboon, Perm en Tertiair.
Behalve fossiele planten komen in de dikke lagen gesteente in de Alpen ook fossiele vissen en schaaldieren voor. Scheuchzer geloofde dat al deze fossielen tijdens de Bijbelse zondvloed gevormd waren. De plooiing van de gesteenten in de Alpen zag hij ook als een gevolg van de zondvloed. Hij dacht dat een grote vloedgolf grote stukken aardkorst over elkaar moest hebben geworpen.

### Ander werk
Scheuchzer ontwikkelde een methode om met barometers de hoogte te meten, wat een grote vooruitgang betekende ten opzichte van de tot dan toe gebruikelijke trigonometrische berekeningen. Hij onderzocht ook bergkristallen en stond daarmee samen met de Luzerner natuurkundige Moritz Anton Kappeler en diens leerling Heinrich Hottinger aan de basis van de moderne kristallografie.
In 1701 schreef hij ook het eerste Duitstalige boek over natuurkunde (Physica, oder Natur-Wissenschaft).
Door middel van een vragenlijst die hij aan bekenden in heel Zwitserland stuurde, verzamelde Scheuchzer gegevens over natuur en weer. Hij schreef van 1705 tot 1707 een serie pampletten die later gebundeld werden (Seltsamen Naturgeschichten des Schweizer-Lands wochentliche Erzehlung) waarin hij volksvertellingen over weer en natuur als bijgeloof afdeed. Door zijn metingen was Scheuchzer in staat om weerberichten uit te geven.
In 1713 publiceerde Scheuchzer een vierdelige landkaart van Zwitserland (Nova Helvetiae tabula geographica), die een tijd lang als standaard in Zwitserland gold.

### Erkenning en nalatenschap
Naar Scheuchzer zijn genoemd:
- de berg Scheuchzerhorn in de Berner Alpen;
- de plantenfamilie Scheuchzeriaceae.

Scheuchzers omvangrijke collectie fossielen en mineralen is tegenwoordig eigendom van het paleontologisch museum van Zürich.

### Publicaties

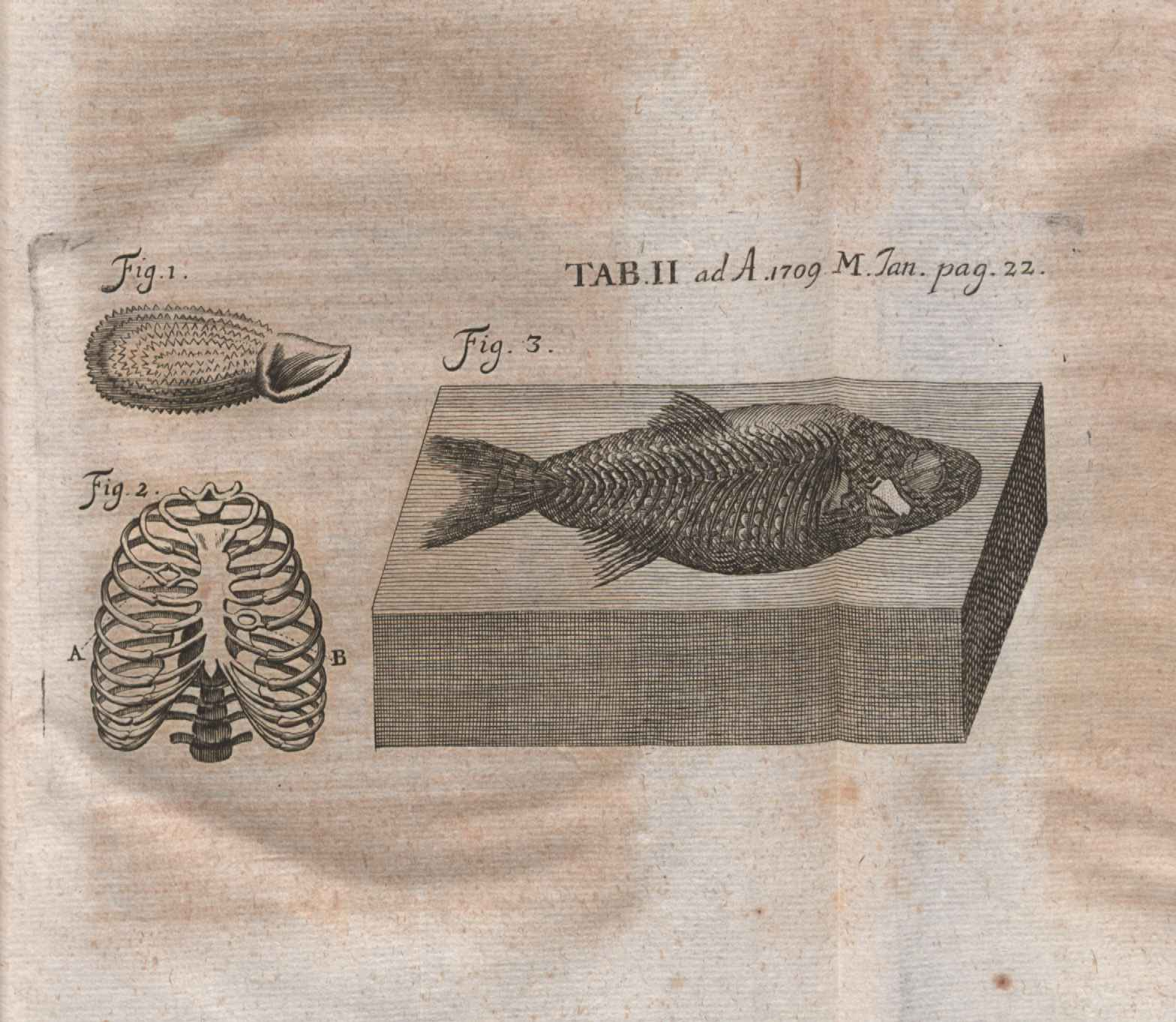
Illustratie uit de recensie a Piscium Querelae et vindiciae (Acta eruditorum, 1709)

- (de)  Physica, oder Natur-Wissenschaft, Zürich 1701
- (la)  Specimen lithografiae helveticae, Zürich 1702
- (de)  Seltsamen Naturgeschichten des Schweizer-Lands wochentliche Erzehlung, Zürich 1707
- (la)  Piscium Querelae et vindiciae, Zürich 1708
- (la)  Herbarium deluvianum, Zürich 1709 (de) online versie
  - (la)  Herbarium diluvianum, 1723 (online versie).
- (de)  Naturgeschichte des Schweitzer Landes, Zürich 1716
- (de) ,(la)  Jobi physica sacra, Oder Hiobs Natur-Wissenschafft, vergliechen mit der Heutigen, Zürich 1721
- (la)  Sceleton duorum humanorum petrefactorum pars, ex epistola ad H. Sloane, in Philos. Trans. Roy. Soc. 34, 1728
- (la)  Physica sacra, 4 delen, Augsburg en Ulm 1731 - 1735

- Bibsys: 1043673
- Biblioteca Nacional de Chile: 000216379
- Biblioteca Nacional de España: XX1506200
- Bibliothèque nationale de France: cb123955592 (data)
- Author citation (botany): J.J.Scheuchzer
- CiNii: DA04997162
- Gemeinsame Normdatei: 118607308
- Historisch woordenboek van Zwitserland: 014622
- International Standard Name Identifier: 0000 0000 8127 6914
- Library of Congress Control Number: n83052711
- Bibliotheek van het Japanse parlement: 00474554
- Nationale Bibliotheek van Tsjechië: ola2007404611
- Nationale Bibliotheek van Israël: 987007267623205171
- Nationale Bibliotheek van Polen: a0000002353766
- Nederlandse Thesaurus van Auteursnamen: 069976155
- Réseau des bibliothèques de Suisse occidentale: 02-A000144990
- RKD-Nederlands Instituut voor Kunstgeschiedenis: 253049
- Istituto Centrale per il Catalogo Unico: SBLV040970
- Système universitaire de documentation: 033049858
- Virtual International Authority File: 49308476
- WorldCat: E39PBJkXwKh4hBHwDpYRX6Xw4q